# Så jävla metal
Så jävla metal är en svensk dokumentärfilm från 2011 i regi av Yasin Hillborg. Filmen skildrar svensk hårdrock och innehåller intervjuer med bland andra Yngwie Malmsteen, Entombed och Europe.